# Curley Williams
Dock "Curley" Williams, född 3 juni 1914 i Cairo, Georgia, död 5 september 1970 i Montgomery, Alabama, var en amerikansk countrymusiker och låtskrivare. Han är mest känd för sången "Half as Much".